# At Last the 1948 Show
At Last the 1948 Show (letterlijk vertaald: Eindelijk, de show van 1948) was een programma met sketches geschreven en gespeeld door John Cleese, Graham Chapman, Tim Brooke-Taylor en Marty Feldman. Tussen de sketches door speelde "the lovely" Aimi MacDonald een dom blondje dat het volgende onderdeel presenteerde. Tegenwoordig is het programma vooral bekend als directe voorloper van Monty Python – de bekendste sketch, "The four Yorkshiremen", wordt vaak tot Monty Python gerekend.
Het programma bestreek twee seizoenen tussen februari en november 1967 en bestond uit 13 afleveringen. Het merendeel daarvan was ooit zoek maar werd gaandeweg teruggevonden, zodat er in 2019 bij het British Film Institute een bijna complete dvd-set van kon verschijnen. In Nederland en Vlaanderen was het programma te zien in de vorm van vijf compilaties, in 1968-1969 (als Ten langen leste de 1948-show!) respectievelijk 1970.